# مرز ارمنستان–ترکیه

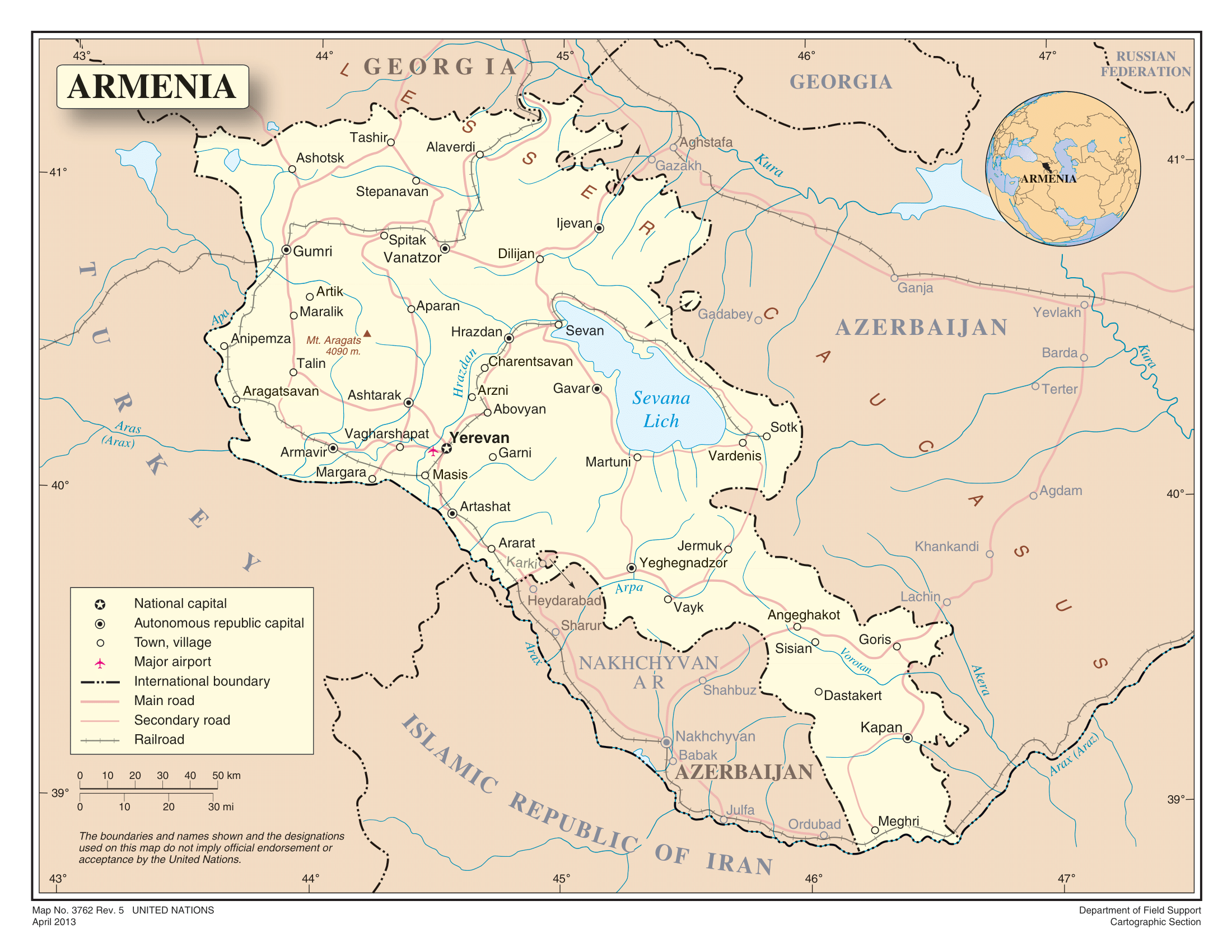
نقشه ارمنستان و ترکیه در غرب آن

مرز ارمنستان–ترکیه (به ارمنی: Հայաստան–Թուրքիա սահման) (به ترکی استانبولی: Ermenistan–Türkiye sınırı) مرزی به طول ۳۲۸ کیلومتر (۲۰۴ مایل) که از نقطه مرزی سه‌گانه بین این دو کشور با گرجستان در شمال آغاز شده و تا نقطه مرزی سه‌گانه با جمهوری آذربایجان در جنوب ادامه دارد. مرز زمینی ارمنستان و ترکیه از ۳ آوریل ۱۹۹۳ بسته شده است. این مرز از سال ۱۹۹۲ توسط گارد مرزی سرویس امنیت فدرال فدراسیون روسیه محافظت می‌شود. در ۹ مه ۲۰۲۴ دمیتری پسکوف سخنگوی ریاست جمهوری روسیه اعلام کرد که به درخواست ارمنستان، نیروهای مرزبانی روسیه به خدمت در مرزهای ارمنستان با ترکیه و ایران ادامه خواهند داد. قرار بوده است که این مرز در سال ۲۰۲۳ برای دیپلمات‌ها و شهروندان کشورهای ثالث بازگشایی شود.

## مشخصات
مرز ارمنستان–ترکیه از شمال در نقطه مرزی سه‌گانه با گرجستان در غرب دریاچه آرپی شروع شده و از طریق یک سری خطوط نامنظم از میان سرزمین کوهستانی ارمنستان به سمت جنوب پیش می‌رود. این مرز با رسیدن به رود آخوریان، مسیر این رود را به سمت جنوب تا محل تلاقی آن با رود ارس دنبال می‌کند و سپس رود ارس را به سمت شرق و سپس جنوب‌شرقی دنبال می‌کند تا به نقطه مرزی سه‌گانه با جمهوری خودمختار نخجوان آذربایجان می‌رسد.
بقایای شهر باستانی آنی به‌طور مستقیم در مجاورت این مرز در سمت ترکیه قرار دارد.

## تاریخچه

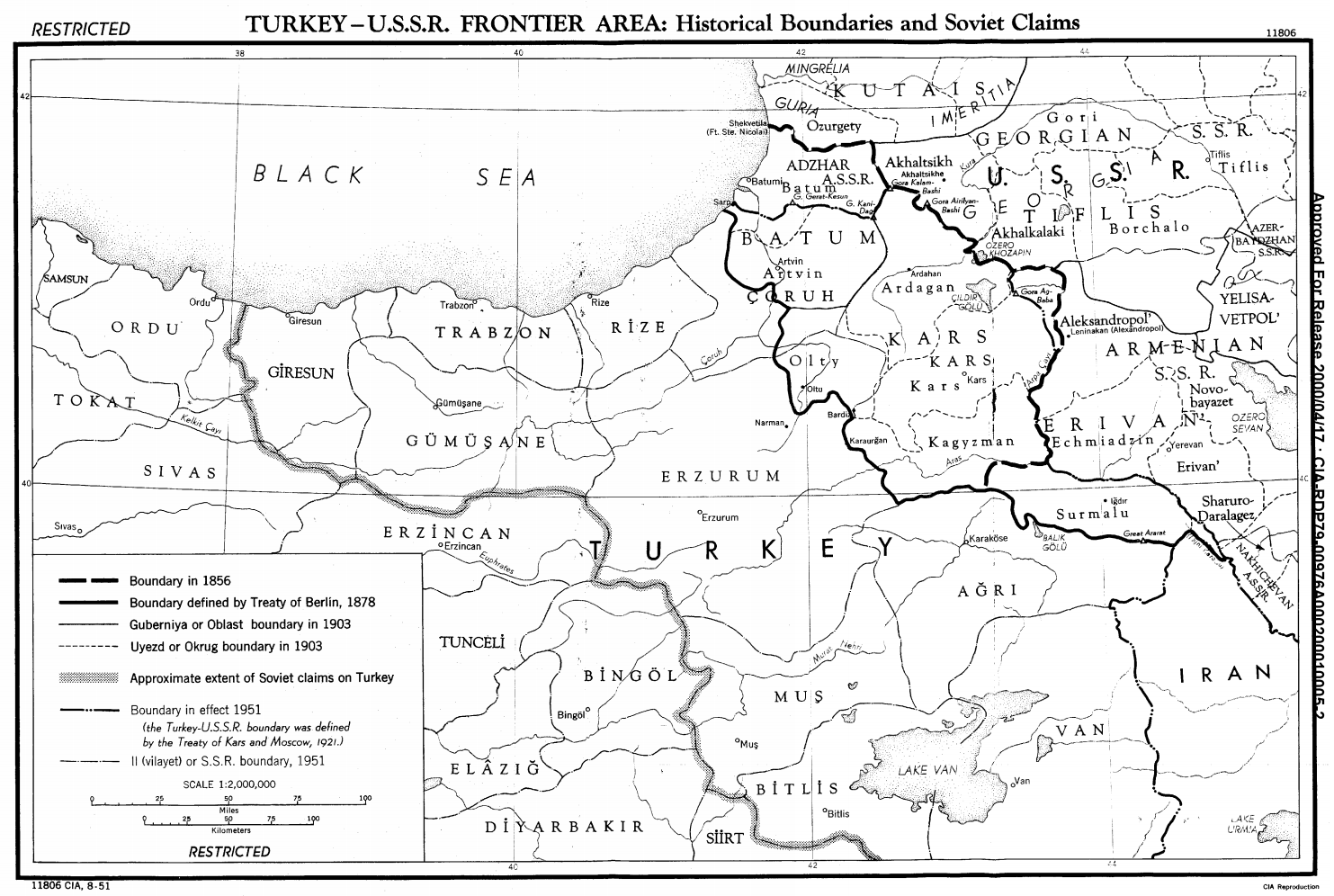
نقشه تغییر مرز بین روسیه و امپراتوری عثمانی در سده نوزدهم

در طول سده نوزدهم، تسلط بر منطقه قفقاز بین امپراتوری رو به زوال عثمانی، ایران قاجاری و امپراتوری روسیه که به سمت جنوب در حال گسترش بود، مورد مناقشه قرار گرفت. روسیه تا سال ۱۸۲۸ بیشتر سرزمین‌های قفقاز ایران، از جمله تمام ارمنستان کنونی (که ارمنستان شرقی نامیده می‌شد) را فتح کرده بود و سپس توجه خود را به امپراتوری عثمانی معطوف کرد. در سال ۱۸۲۹ معاهده ادرنه به جنگ روسیه و ترکیه در ۲۹–۱۸۲۸ پایان داد. به موجب این عهدنامه روسیه بیشتر گرجستان امروزی را به دست آورد و عثمانی‌ها حاکمیت روسیه بر ارمنستان شرقی را به رسمیت شناختند.
بر پایه پیمان سن استفانو در پایان جنگ روسیه و عثمانی (۱۸۷۷–۱۸۷۸) روسیه زمین‌های قابل توجهی را در شرق ترکیه کنونی (که ارمنستان غربی نامیده می‌شد)، به دست آورد و باعث گسترش مرزهای عثمانی و روسیه به سمت جنوب غربی شد. تصاحب باتومی، قارص و اردهان توسط روسیه در پیمان برلین (۱۸۷۸) مورد تأیید قرار گرفت، هر چند روسیه مجبور شد مالکیت بخشی از منطقه اطراف بایزید (دغوبایزید امروزی) و دره الشکیرت را بازپس بدهد.
در طول جنگ جهانی اول روسیه به نواحی شرقی امپراتوری عثمانی حمله کرد. در هرج و مرج‌های پس از انقلاب ۱۹۱۷ روسیه، دولت جدید کمونیستی با عجله به دنبال پایان دادن به دخالت خود در جنگ بود و پیمان برست-لیتوفسک را در سال ۱۹۱۸ با آلمان و امپراتوری عثمانی امضا کرد. بر پایه این پیمان، روسیه مناطقی را که در معاهده‌های قبلی سن استفانو و برلین به‌دست آورده بود، به ترکیه بازگرداند.
مردم قفقاز جنوبی در پی کسب استقلال از هر دو امپراتوری، در سال ۱۹۱۸ موجودیت جمهوری فدرال دموکراتیک ماوراء قفقاز را اعلام و مذاکرات صلح با عثمانی را آغاز کردند. مخالفت‌های داخلی منجر به جدایی جمهوری دموکراتیک گرجستان از این فدراسیون در مه ۱۹۱۸ شد و پس از مدت کوتاهیجمهوری نخست ارمنستان و جمهوری دموکراتیک آذربایجان نیز به دنبال گرجستان از این اتحادیه جدا شدند. با حمله عثمانی به قفقاز تصاحب سریع این منطقه، سه جمهوری جدید مجبور به امضای پیمان باتوم در ۴ ژوئن ۱۹۱۸ شدند که طبق آن مرزهای پیش از ۱۸۷۸ را به رسمیت شناخته شد. ارمنستان به‌ویژه از پیامدهای نسل‌کشی ارمنی‌ها به رهبری عثمانی در حال فروپاشی بود که منجر به فرار تعداد زیادی از پناهجویان از ارمنستان غربی شد.

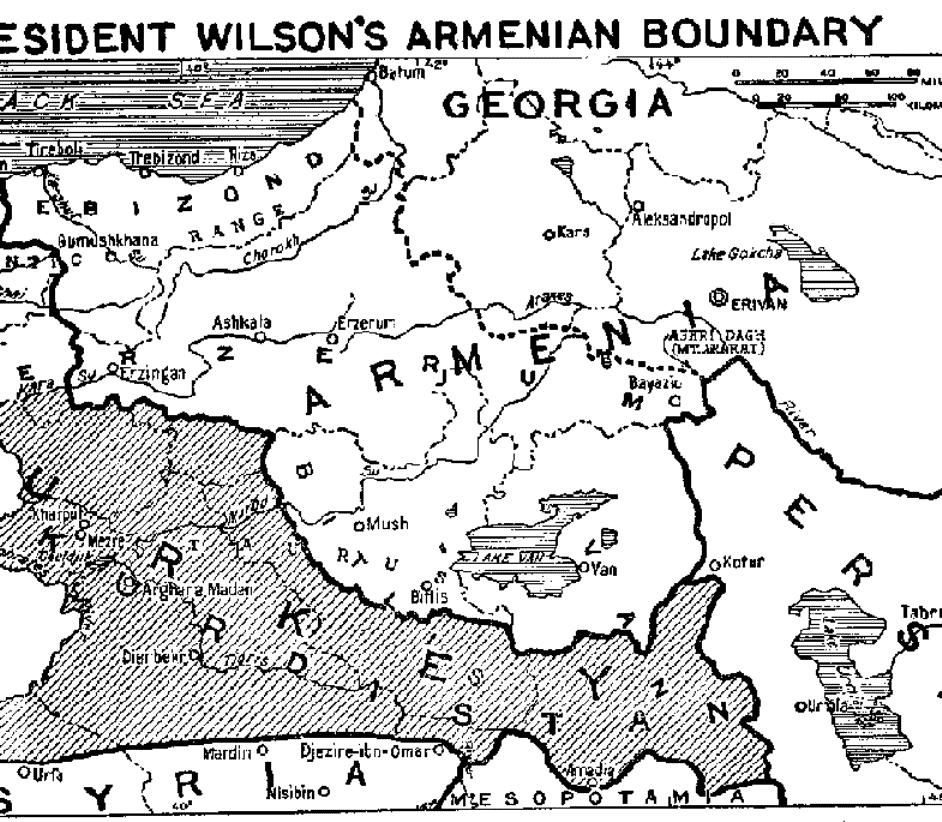
نقشه «ارمنستان ویلسون»

با شکست امپراتوری عثمانی در اروپا و شبه‌جزیره عربستان، قدرت‌های متحد جنگ جهانی اول قصد داشتند عثمانی را از طریق معاهده سور در سال ۱۹۲۰ تقسیم کنند. این معاهده استقلال گرجستان و ارمنستان را به رسمیت شناخت و به هر دو سرزمین‌های وسیع در شرق ترکیه اعطا شد (در مورد ارمنستان این وسعت دو برابر بود که به نام وودرو ویلسون رئیس‌جمهور ایالات متحده، به «ارمنستان ویلسون» موسوم است) و مقرر شد دربارهٔ گسترش مرز ارمنستان و گرجستان در تاریخ بعدی تصمیم‌گیری شود. ملی‌گراهای ترک از این معاهده خشمگین شدند و به وقوع جنگ استقلال ترکیه کمک کردند؛ موفقیت ترکیه در این درگیری، معاهده سور را منسوخ کرد. دستاوردهای عثمانی در ارمنستان با پیمان الکساندراپول در سال ۱۹۲۰ تثبیت شد.
در سال ۱۹۲۰ ارتش سرخ روسیه به آذربایجان و ارمنستان حمله کرد و به استقلال این دو کشور پایان داد. به دنبال آن به گرجستان نیز حمله شد و استقلال این کشور نیز پایان یافت. برای جلوگیری از جنگ همه‌جانبه روسیه و ترکیه، دو کشور پیمان مسکو را در مارس ۱۹۲۱ امضا کردند که یک مرز اصلاح‌شده بین شوروی و عثمانی ایجاد کرد. با این حال، درگیری‌های بیشتری در این مناطق رخ داد و مذاکرات متوقف شد. مفاد پیمان مسکو بعداً توسط عهدنامه قارص در اکتبر ۱۹۲۱ تأیید شد و مرز فعلی ارمنستان و ترکیه را نهایی کرد. سپس مرز در مارس ۱۹۲۵ تا ژوئیه ۱۹۲۶ توسط کمیسیون مشترک شوروی و ترکیه مشخص شد. استقلال ترکیه با پیمان لوزان در سال ۱۹۲۳ به رسمیت شناخته شده بود.
ارمنستان در ابتدا همراه با گرجستان و آذربایجان از طریق جمهوری فدراتیو سوسیالیستی قفقاز جنوبی شوروی در اتحاد جماهیر شوروی ادغام شد و سپس در ۱۹۳۶ به عنوان جمهوری شوروی سوسیالیستی ارمنستان از قفقاز جنوبی شوروی جدا شد. مرزهای عهدنامه قارص، با وجود اعتراض‌های گاه‌به‌گاه شوروی مبنی بر اصلاح آن، به‌ویژه در سال ۱۹۴۵، پابرجا باقی ماند. ترکیه با حمایت ایالات متحده از مذاکره در مورد این موضوع خودداری کرد و شوروی نیز که به دنبال روابط بهتر با همسایه جنوبی خود بود، این موضوع را کنار گذاشت.
پس از فروپاشی اتحاد جماهیر شوروی در سال ۱۹۹۱، ارمنستان استقلال یافت و سهم خود را از مرزهای اتحاد جماهیر شوروی و ترکیه به ارث برد. اگرچه ترکیه استقلال ارمنستان را به رسمیت شناخت، ولی روابط بین دو کشور تقریباً بلافاصله تیره گشت و مرز بسته شد. ترکیه با ادعاهای مطرح‌شده توسط ملی‌گرایان ارمنی که از «ارمنستان متحد» در شرق ترکیه حمایت می‌کردند، و نیز تلاش‌های ارمنستان برای به رسمیت شناختن بین‌المللی نسل‌کشی ارمنی‌ها مخالفت کرد. ترکیه همچنین از آذربایجان متحد نزدیک خود در جنگ اول قره‌باغ حمایت کرد. روابط دو کشور در دهه ۲۰۰۰ کمی به سردی گرایید و منجر به امضای پروتکل‌های زوریخ در سال ۲۰۰۹ شد که در آن پیش‌بینی می‌شد مرز می‌تواند بازگشایی شود. با این حال، مذاکرات به نتیجه نرسید و مرز دو کشور همچنان بسته ماند.
در ۱۱ فوریه ۲۰۲۳، این مرز برای نخستین بار پس از ۳۵ سال برای رسیدن کمک‌های بشردوستانه از ارمنستان به قربانیان زمین‌لرزه ۲۰۲۳ ترکیه–سوریه به‌طور موقت باز شد.

## سکونتگاه‌های نزدیک مرز

### ارمنستان
- آماسیا، شیراک
- بیوراکن
- گیومری
- آخوریک
- هایکادزور
- آنیپمزا
- تلیک
- گتاپ
- آراگاتساوان
- باگاران
- واناند
- یروانداشات
- آرماویر
- نالبندیان
- جانفیدا
- پشاتاوان
- مارگارا
- رانچپار
- ماسیس
- مخچیان
- آرتاشات
- لوسارات
- یغگناوان
- آرارات
- آیگاوان
- آرارات

### ترکیه
- دوغرویول
- کیاکا
- قارص
- کوجاکوی
- توزلوجا
- ایغدیر
- قراقویونلو
- علیجان
- تاش‌بورون
- آرالیق

## گذرگاه‌ها
سه گذرگاه در سراسر مرز ارمنستان–ترکیه وجود داشت که دو گذرگاه برای تردد خودروها و یک گذرگاه برای تردد خودروها و ترابری ریلی بود. همه این گذرگاه‌ها از ۳ آوریل ۱۹۹۳ بسته شده‌اند.
در ژوئیه ۲۰۲۲، وزارت امور خارجه ترکیه اعلام کرد که دو کشور، در چهارچوب کلّی گرم شدن روابط خود، برنامه‌هایی برای بازگشایی مرز «در اولین تاریخ ممکن»، البته فقط برای اتباع کشورهای شخص ثالث، دارند.
در فوریه ۲۰۲۳، به دنبال زمین‌لرزه ۲۰۲۳ ترکیه–سوریه، گذرگاه مرزی علیجان برای اجازه عبور کمک‌های بشردوستانه از ارمنستان به ترکیه باز شد. این گذرگاه مرزی آخرین بار پس از زمین‌لرزه ۱۹۸۸ اسپیتاک در ارمنستان شوروی باز شده بود.
| ایست بازرسی ترکیه | استان  | ایست بازرسی ارمنستان | استان         | گشایش                          | جاده در ترکیه | جاده در ارمنستان | وضعیت |
| ----------------- | ------ | -------------------- | ------------- | ------------------------------ | ------------- | ---------------- | ----- |
| اکیاکا، کارس      | قارص   | آخوریک               | استان شیراک   | ۴ سپتامبر ۱۹۵۳ – ۱۱ ژوئیه ۱۹۹۳ |               |                  | بسته  |
| علیجان            | ایغدیر | مارگارا              | استان آرماویر | ۱۹۹۳                           |               |                  | بسته  |

## نگارخانه

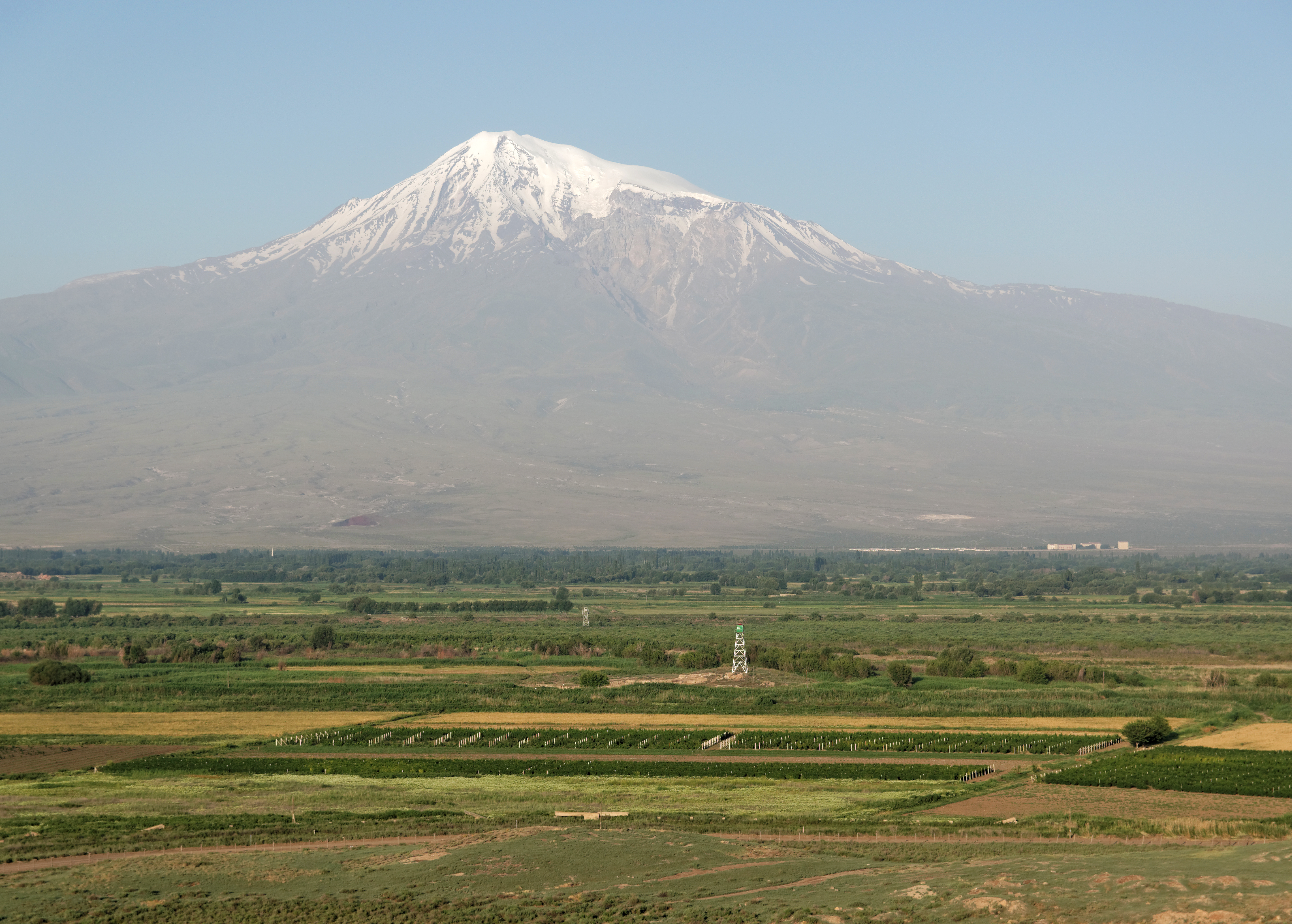
مرز بین‌المللی ارمنستان و ترکیه در نزدیکی خور ویراپ
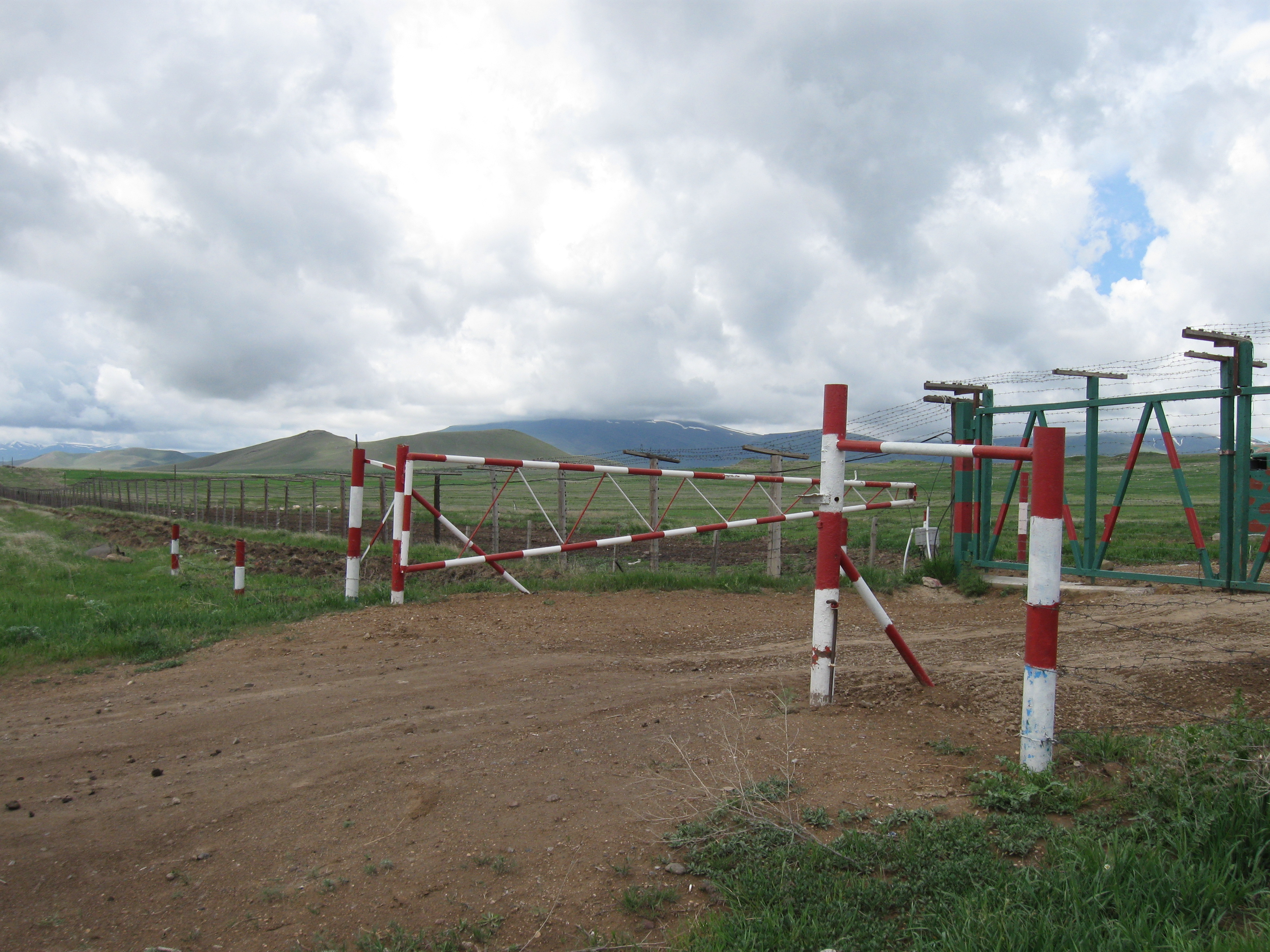
حصار مرزی در نزدیکی آنی
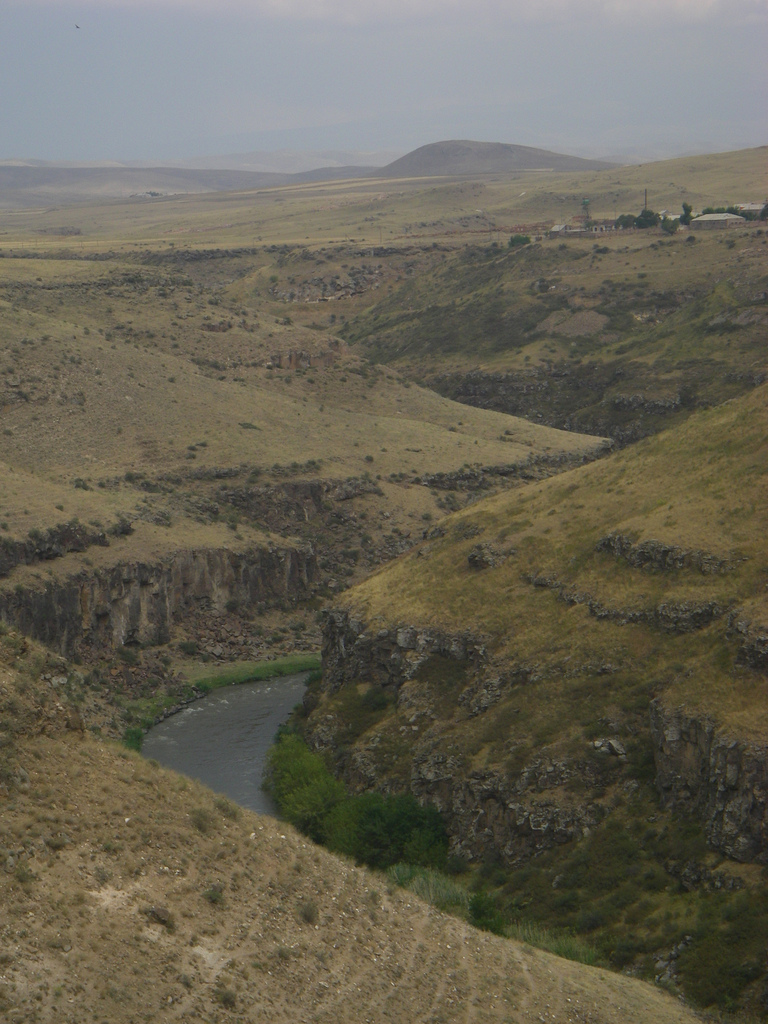
مرز در امتداد رود ارخوریان
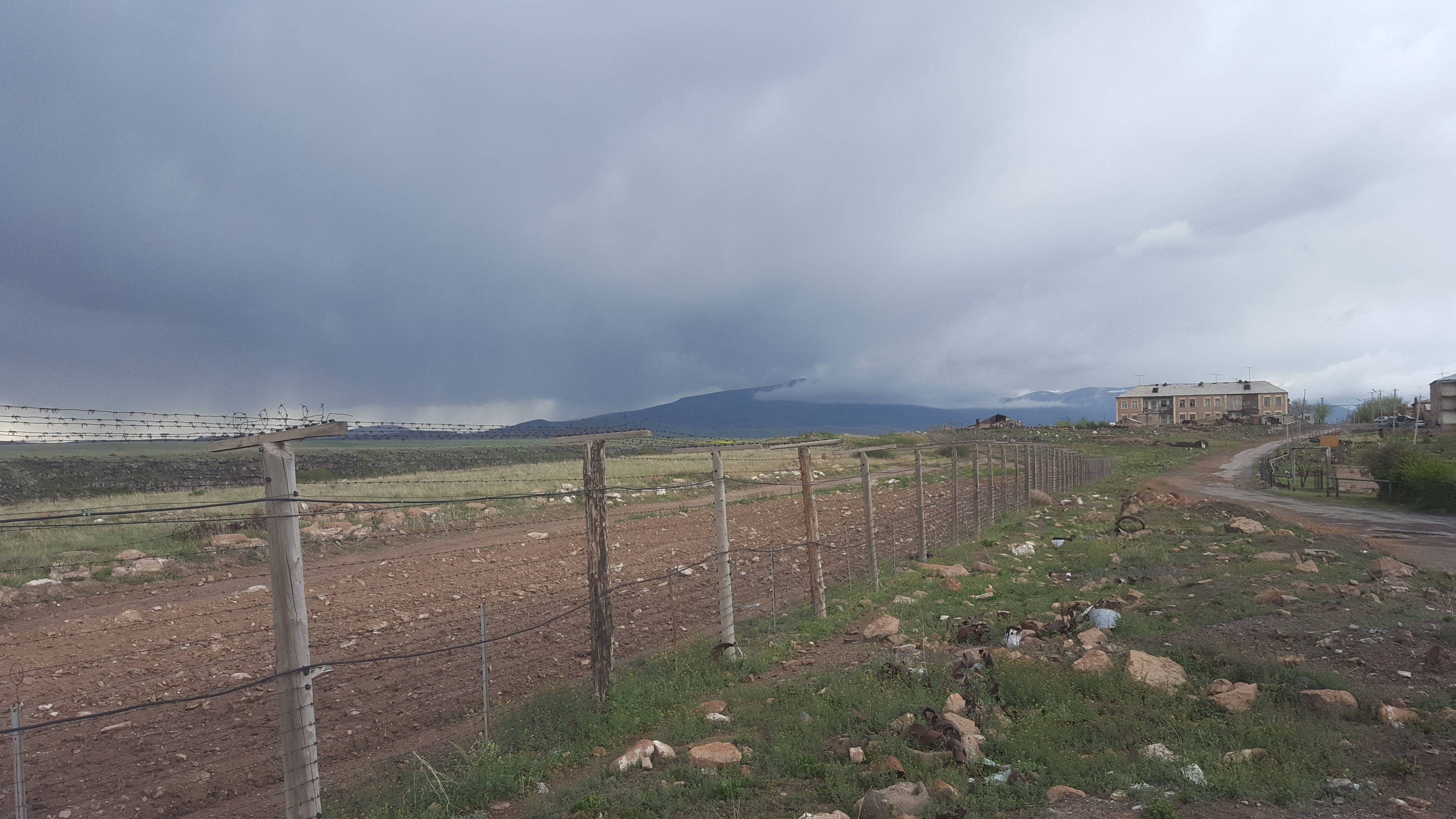
حصار مرزی در نزدیکی  یریرویک
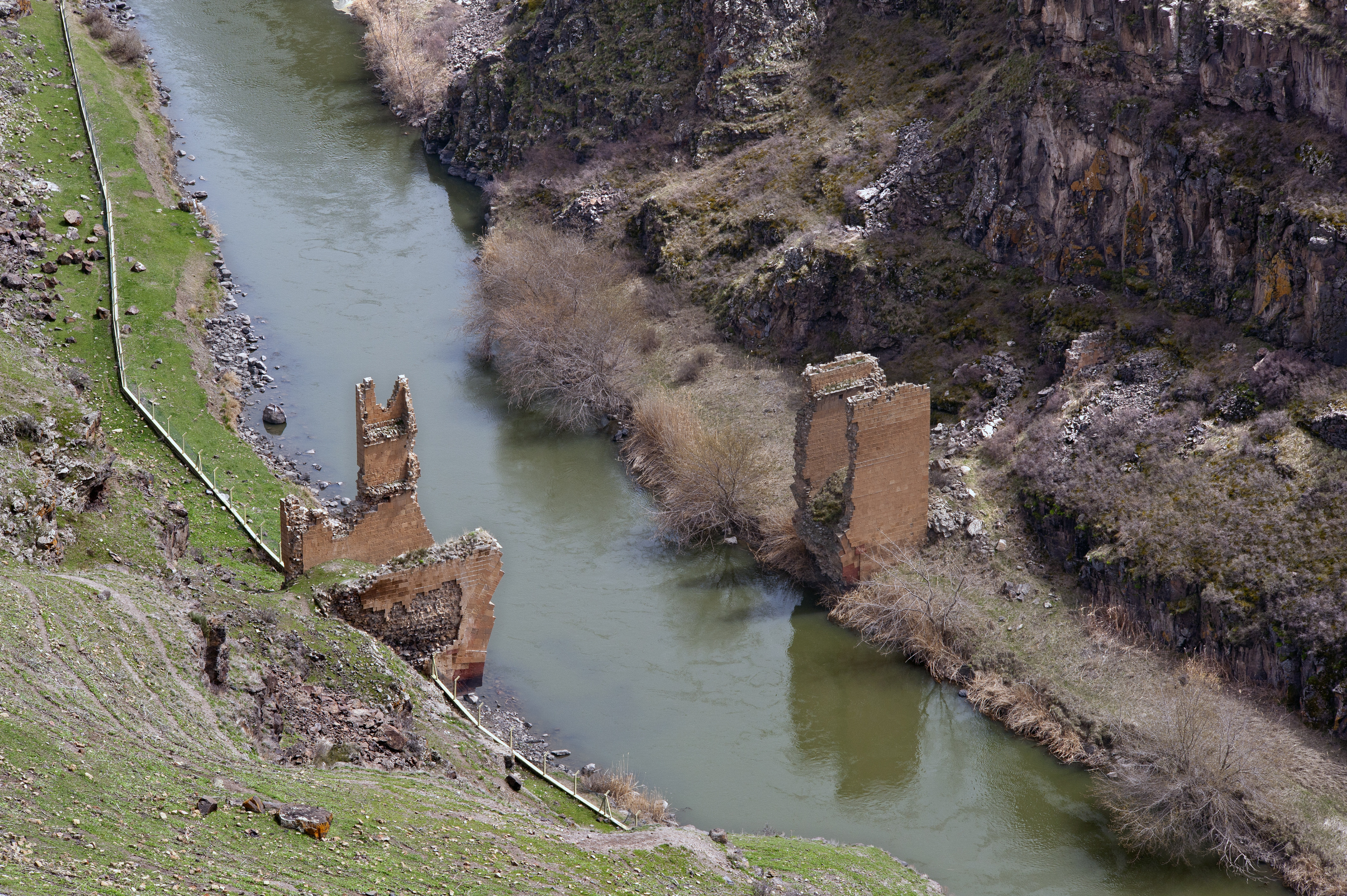
پل تخریب‌شده بر روی رود آرخوریان
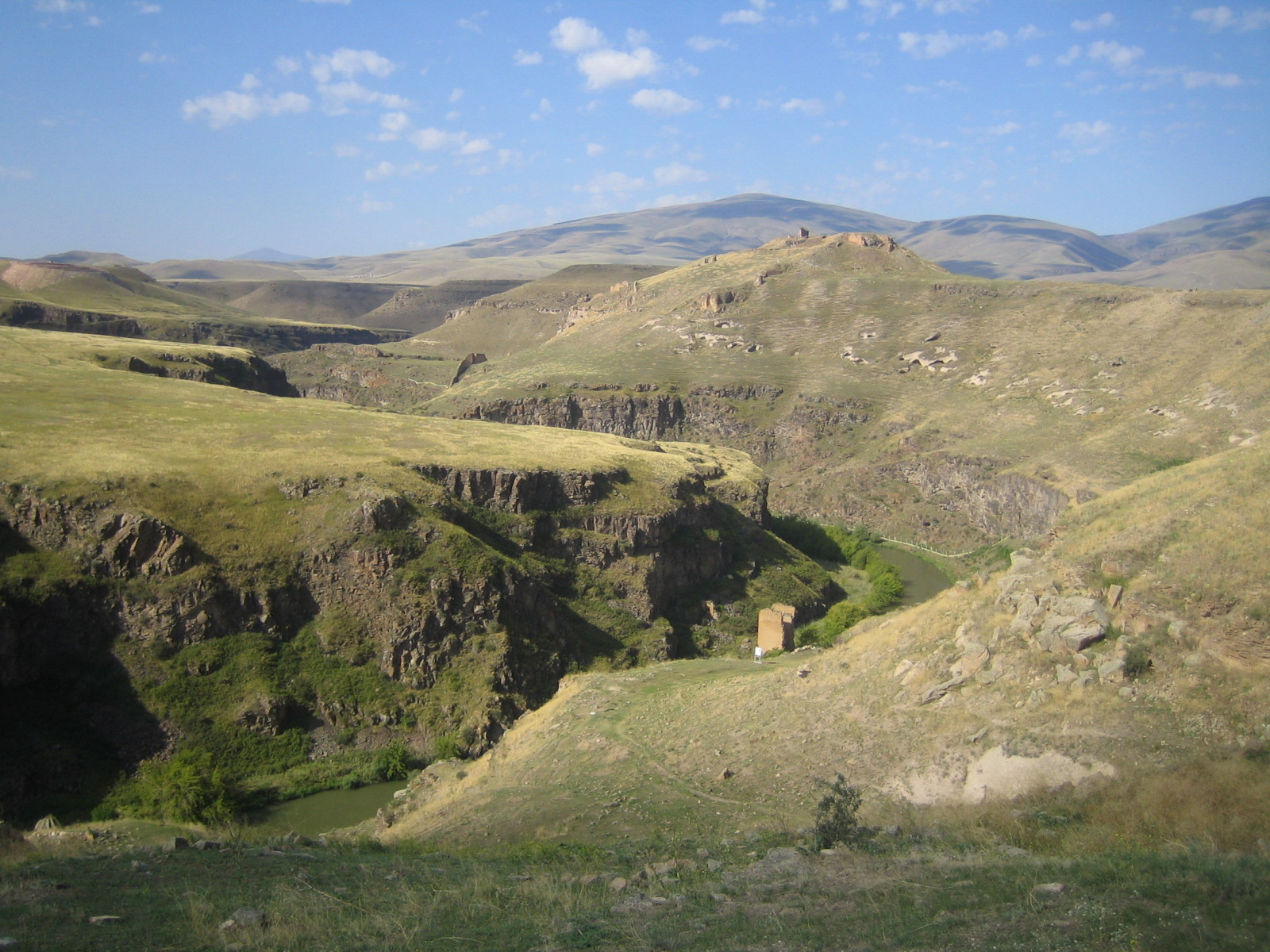
مرز در نزدیکی آنی
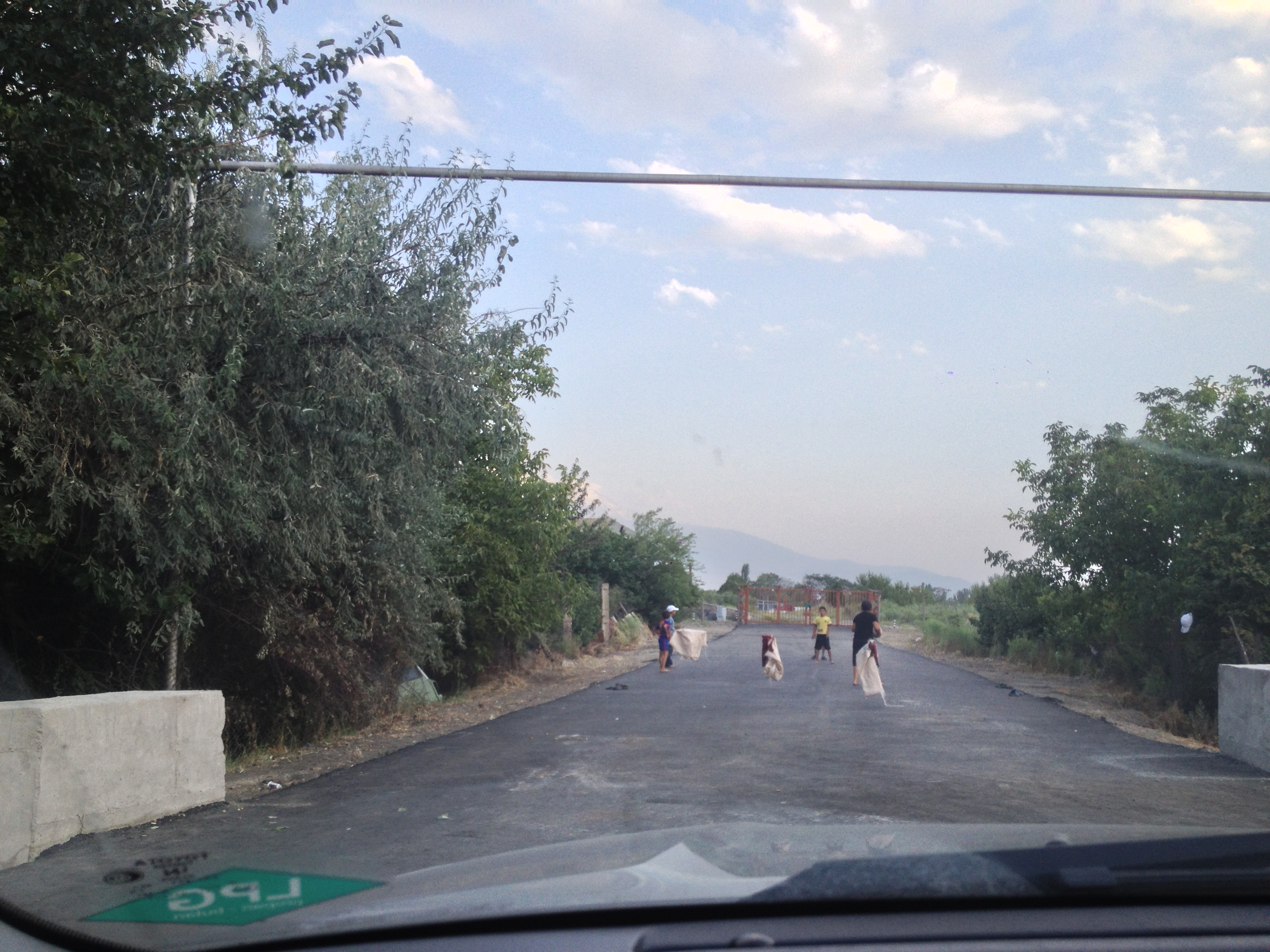
مرز در نزدیکی مارگارا
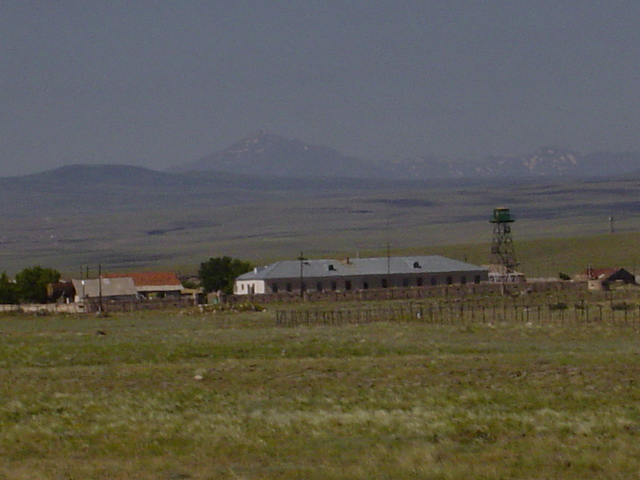
پست مرزی ارمنستان